# H-E-B Park
H-E-B Park, também conhecido como RGVFC Stadium, é um estádio específico para futebol em Edimburgo, Texas . É a casa do Rio Grande Valley FC Toros do USL Championship, o segundo nível do sistema de ligas de futebol profissional americano. O Rio Grande Valley Football Club é afiliado ao Houston Dynamo, da Major League Soccer . O estádio tem duas arquibancadas com poltronas laranja cobertas com teto e capacidade para 9.735.
O estádio foi originalmente planejado para ser concluído antes da temporada 2016 da USL .  O Toros jogou contra o CF Monterrey do México em 22 de março de 2017 para inaugurar seu novo estádio.  Os Toros perderam a partida amistosa contra o Rayados por 3-0. 